# Phryxe ostendata
Phryxe ostendata là một loài ruồi trong họ Tachinidae.